# ان‌جی‌سی ۷۵۰۷
ان‌جی‌سی ۷۵۰۷ (انگلیسی: NGC 7507) یک کهکشان بیضوی است که در صورت فلکی سنگتراش قرار دارد که در ۳۰ اکتبر ۱۷۸۳ توسط ستاره شناس ویلیام هرشل کشف شد.